# Merkuriusz Polski Ordynaryjny
Merkuriusz Polski Ordynaryjny (tiếng Anh: The Polish Mercury Ordinary; nguyên bản tiếng Ba Lan thế kỷ 17 đánh vần thành: Merkuryusz Polski Ordynaryiny; tên đầy đủ: Merkuriusz Polski dzieje wszystkiego świata w sobie zamykający, dla informacji pospolitej: Sao Thủy Ba Lan, Bao Gồm Mọi Sự Vụ Trên Thế Giới, Vì Kiến Thức Chung) là tờ báo Ba Lan đầu tiên (thực ra là tuần báo), được xuất bản từ năm 1661, đầu tiên ở Kraków rồi sau mới tới Warszawa.
Dù tồn tại trong thời gian ngắn, tên gọi của Merkuryusz vẫn được đặt cho một số tờ báo về sau, đặc biệt là tờ Merkuriusz Polski xuất bản tại Luân Đôn nước Anh vào năm 1955–1958.

## Lịch sử
Merkuryusz Polski Ordynaryiny lần đầu tiên ra mắt tại Kraków vào ngày 3 tháng 1 năm 1661. Báo này do triều đình của Vua Jan II Kazimierz và Vương hậu Marie Louise Gonzaga bảo trợ, đây vốn là tờ tuần báo chủ yếu đăng tin bài viết về chính trị đương đại, sự vụ thuộc vương triều châu Âu và những chiến dịch quân sự của quân vương các nước. Đối với vấn đề nội bộ, báo giúp thúc đẩy cải cách chính trị và củng cố quyền lực quân chủ. Sự sụp đổ của tờ báo này gắn liền với sự thất bại trong các kế hoạch chính trị của nhà vua.
Merkuryusz được biên tập bằng tiếng Ba Lan thế kỷ 17 chịu ảnh hưởng nặng nề của tiếng Latinh; một vài phần của những số báo đều được viết hoàn toàn bằng tiếng Latinh. Ban đầu tờ này do nhà in J.A. Gorczyn ở Kraków xuất bản (các số ra ngày 3 tháng 1 – 4 tháng 5 năm 1661), đến tháng 5 năm 1661, ban biên tập tờ báo dọn sang trụ sở mới tại Warszawa rồi cho ấn hành các số từ ngày 14 tháng 5 đến ngày 22 tháng 7 năm 1661.  Tổng cộng có 41 số phát hành (12 trong số đó là "ấn bản đặc biệt"), với số lượng 100–250 bản. Số báo cuối cùng ra ngày 22 tháng 7 năm 1661.
Merkuryusz do Hieronim Pinocci chủ biên, bản thân ông vốn là một thương gia người Ý đã di cư sang Ba Lan và nắm giữ các chức vụ nổi bật trong chính quyền hoàng gia, bao gồm cả chức chủ xưởng đúc tiền Kraków và làm thư ký dưới trướng Vua Jan II Kazimierz. Những cộng tác viên khác gồm có Łukasz Opaliński.
Từ năm 1933 đến năm 1939, Thư viện Quốc gia Ba Lan đã mang toàn bộ ấn phẩm này ra in lại nhằm phục vụ công chúng.